# Аямонте
Аямонте (исп. Ayamonte) — город и муниципалитет в Испании, входит в провинцию Уэльва, в составе автономного сообщества Андалусия. Муниципалитет находится в составе района (комарки) Коста-Оксиденталь. Занимает площадь 142 км². Население — 20 597 человек (на 2010 год). Расстояние до административного центра провинции — 52 км.
Муниципалитет Аямонте состоит из городской части: районов Баррио де ла Вилья, Баррио де лос Маринерос или Федерико Майо, Баррио де ла Рибера, Салон Санта Гадеа, а также прилегающих посёлков: Посо дель Камино, Коста Эсури, Исла Канела и Пунта дель Мораль.
На противоположном, португальском, берегу Гвадианы расположены города Вила-Реал-де-Санту-Антониу и Каштру-Маринь, которые вместе с Аямонте составляют современную трансграничную агломерацию — еврогород Гвадиана (Eurociudad Guadiana — исп., Eurocidade Guadiana — порт.).

## История
Благодаря своему стратегическому положению, в устье реки Гвадианы на границе с португальской провинцией Алгарве, Аямонте всегда играл важную роль в исторических взаимоотношениях между Испанией и Португалией.
Первые поселения в этом районе возникли ещё в доисторические времена, а письменные упоминания об Аямонте относятся ко временам Римской империи. Тогда этот регион именовался Эсури, по латинскому названию города Каштру-Маринь (Португалия). Неподалёку от пригородного посёлка Пунта дель Мораль находится памятник-раскопки: семейный склеп римской эпохи.

## Культура и туризм
Кроме этого, в городе и окрестностях имеется множество других исторических памятников, монументов и туристических мест. Это муниципальный музей и выставочный зал Каза Гранде, театр и кинотеатр Карденио, музей истории религии, музей Молино Пинтадо, руины замка Аямонте, средневековая морская сторожевая башня, кафедральный собор и даже небольшой зоопарк.
Вместо демонтированной около 30 лет назад железной дороги обустроена велосипедная дорожка, которая тянется 50 км по живописным и заповедным местам до центра провинции — Уэльвы.
Город окружён заповедной зоной, где в течение всего года можно наблюдать различные виды экзотических перелётных птиц, например, фламинго.

## Население
| Год  | Численность | Численность   |
| ---- | ----------- | ------------- |
| 2001 | 17 084      | [ 3 ]         |
| 2002 | 17 292      | [ 4 ]         |
| 2003 | 17 402      | [ 5 ]         |
| 2004 | 17 623      | [ 6 ]         |
| 2005 | 18 001      | [ 7 ]         |
| 2006 | 18 636      | [ 8 ]         |
| 2007 | 19 380      | [ 9 ]         |
| 2008 | 19 738      | [ 10 ]        |
| 2009 | 20 334      | [ 11 ]        |
| 2010 | 20 597      | [ 12 ]        |
| 2011 | 20 763      | [ 13 ]        |
| 2012 | 20 968      | [ 14 ]        |
| 2013 | 20 406      | [ 15 ]        |
| 2014 | 19 690      | [ 16 ]        |
| 2015 | 20 357      | [ 17 ]        |
| 2016 | 20 629      | [ 18 ]        |
| 2017 | 20 714      | [ 19 ]        |
| 2018 | 20 883      | [ 20 ] [ 21 ] |
| 2019 | 20 946      | [ 22 ]        |
| 2020 | 21 104      | [ 23 ]        |
| 2021 | 21 510      | [ 24 ]        |
| 2022 | 21 725      | [ 25 ]        |
| 2023 | 21 645      | [ 26 ]        |
| 2024 | 21 622      | [ 2 ]         |

## Экономика, транспорт
Местоположение Аямонте, в отличие от соседних поселений с сельскохозяйственной направленностью, исторически определило основу его экономического развития — это был типичный рыбацкий городок, где имеется порт для небольших и средних судов, несколько рыбоперерабатывающих предприятий и довольно крупная ферма по выращиванию моллюсков.
Строительство пограничного моста через Гвадиану позволило значительно упростить доступ к крупному международному аэропорту Фару (Португалия).
Кроме того, между Аямонте и Вила-Реал-де-Санту-Антониу регулярно курсирует паром. Центральную часть города с пляжными посёлками Исла Канела и Пунта дель Мораль связывает автобусный маршрут. В другие населённые пункты Испании и Португалии также можно добраться с помощью пригородного и междугороднего автобусного сообщения.
В городе имеется три удобных стоянки для яхт (марины): в самом городе, в Коста Эсури и в Пунта дель Мораль.

## Современность
В настоящее время город приобретает популярность как круглогодичный морской курорт и с каждым годом привлекает всё больше туристов и жителей северных стран, желающих в нём поселиться.
Этому способствует не только развитие транспортной сети, но и особый микроклимат города. Течение Гвадианы отгораживает пляжную зону Аямонте от влияния холодных вод Атлантики и образует обширное мелководье, где доминирует относительно тёплое течение из Средиземного моря, проходящее через Гибралтарский пролив. Благодаря этому на золотистых песчаных пляжах Исла Канела и Пунта дель Мораль практически в течение всего года нет волн, а температура воды держится в пределах +23—26 ºС, кроме января, когда она опускается до +18 °C. Количество солнечных дней в году — примерно 320.
В Аямонте и Коста Эсури созданы удобные поля для гольфа. Имеются школы кайт-серфинга, гребли на байдарках и других видов водного, и не только, спорта.

## Фотографии
- Памятник

## Видео
Ayamonte: un paraiso al sur del sur